# The Dæmons
The Dæmons (Les Daemons) est le cinquante-neuvième épisode de la première série de la série télévisée britannique de science-fiction Doctor Who. Il fut originellement diffusé en cinq parties, du 22 mai au 19 juin 1971.

## Accroche
Dans le village de Devil's End, d'étranges phénomènes paranormaux semblent avoir lieu. Le Docteur découvre que le Maître est à la tête d'un étrange culte local, destiné à faire vivre un ancien démon.

## Distribution
- Jon Pertwee — Le Docteur
- Katy Manning — Jo Grant
- Nicholas Courtney - Brigadier Lethbridge-Stewart
- Roger Delgado — Le Maître
- Richard Franklin – Mike Yates
- John Levene – Sergent Benton
- Stephen Thorne — Azal
- Stanley Mason — Bok
- Damaris Hayman — Miss Hawthorne
- Robin Wentworth — Professeur Horner
- David Simeon — Alastair Fergus
- Alec Linstead — Sergent Osgood
- Rollo Gamble — Winstanley
- Don McKillop — Bert le seigneur
- John Joyce — Garvin
- Jon Croft — Tom Girton
- Matthew Corbett — Jones
- James Snell — Harry
- Christopher Wray — Le Groom
- Eric Hillyard — Docteur Reeves
- John Owens — Thorpe
- Gerald Taylor — Commis de boulangerie
- The Headington Quarry Men — Les danseurs de Morris

## Résumé
La BBC 3 est sur le point de retransmettre en direct le travail de fouille d'un archéologue célèbre près du tumulus du village de Devil's End (la fin du démon) lorsqu'ils se trouvent interrompu par Olive Hawthorne, une sorcière locale. Celle-ci les prévient que ces fouilles risquent d'amener l'arrivée d'une bête cornue et démoniaque. Apercevant le reportage à la télévision, le Docteur affirme qu'Hawthorne a raison et décide de se rendre au village avec Jo afin de stopper l'avancée des travaux. Pendant ce temps, Olive Hawthorne décide de prévenir le vicaire local, le révérend Magister, qui s'avère être le Maître. Celui-ci fait mine de ne pas la croire et tente de l'hypnotiser afin qu'elle se taise, mais n'y parvient pas.
Suivi par un petit groupe de fidèle, le Maître entame une cérémonie afin d'invoquer les forces du démon, pendant qu'au même moment, les fouilles atteignent leur moment critique. Le Docteur tente de les stopper, mais il est trop tard : la sépulture s'ouvre, le sol tremble, un vent glacé sort, emportant avec lui l'équipe de tournage et emprisonnant le Docteur dans la glace. La cérémonie du Maître semble avoir réussie et la gargouille qui se trouve dans la crypte s'anime. Alors qu'ils regardent la retransmission télévisé, le capitaine Yates et le sergent Benton aperçoivent Jo appelant à l'aide. Ils se rendent sur place, et peu de temps après leur arrivée d'étranges événements ont lieu : des marques de pas géantes apparaissent sur le sol, des tremblements de terre, des arbres se mettent en feu, un monstre en forme de gargouille se balade dans les alentours, etc.
Lorsque le Brigadier arrive, le village semble être entouré par une barrière invisible qui enflamme tout objet tentant d'en approcher. Pendant ce temps là, le Docteur a récupéré ses forces et il découvre, avec Jo, un vaisseau spatial à l'intérieur du site des fouilles. Le Docteur découvre que le Maître tente d'invoquer une race alien qui s'est écrasée sur Terre il y a des milliers d'années. Leur apparition au cours des siècles et leur aspect cornu a influencé le mythe du diable et des démons dans la mythologie humaine. Ceci sont venus sur Terre depuis la planète Dæmos afin de faire des hommes des sujets d'expérience, devenant tour à tour tyrannique ou tentateur. Lorsque le Maître tente d'invoquer Azal de nouveau afin que celui-ci lui transfère ses pouvoirs, il refuse car il estime qu'il n'est pas à son service et sentant qu'il existe un autre être de la même race que lui, le Docteur, il souhaite le rencontrer. Azal repart et explique que lors de sa troisième apparition, il décidera si la Terre doit continuer d'exister ou non. Son départ provoque alors une nouvelle vague de chaleur.
Après s'être entretenu avec le Brigadier, coincé à l'extérieur du village, le Docteur revient au village. Pensant assister à des festivités, il est alors capturé par un groupe de villageois au service du Maître qui l'attache à un mat et tentent de le brûler vivant. Avec l'aide de Miss Hawthorne et de Benton, il réussit à se faire passer pour un sorcier. Pendant ce temps là, dans la crypte de l'église, Jo et Yates sont témoins d'un nouveau rituel du Maître afin d'invoquer Azal. Jo tente de l'arrêter mais il est trop tard et celle-ci est prise pour être sacrifiée.
Le Brigadier réussit à rentrer dans le village mais ses hommes ne peuvent pénétrer dans l'église, gardée par Bok, le démon à forme de gargouille. Le Docteur réussit toutefois à le contourner et à entrer sur les lieux de la cérémonie. Confronté à Azal, le Docteur tente de le convaincre de ne pas donner ses pouvoirs au Maître et d'épargner la Terre. Alors qu'Azal est prêt à tuer le Docteur en l'électrocutant, Jo s'interpose et demande à être tuée à sa place. Cet acte de courage et de sacrifice n'a aucun sens pour Azal, dont les sens se mettent à bouillir. Il finira par exploser à l'intérieur de l'église peu de temps après que tous l'aient évacuée. Le Maître tente de s'enfuir mais il est capturé par les soldats d'UNIT. Les célébrations reprennent et le Docteur et ses compagnons rejoignent la danse.

## Continuité
- C'est la première fois que le Maître est capturé par l'UNIT et ne réussit pas à s'échapper à la fin d'un épisode. Un poisson d'avril du "Doctor Who Magazine" a prétendu qu'il existait un sixième épisode où le Maître finissait par s'enfuir, rappelait Azal et tuait l'intégralité du village, y compris le Docteur.
- Le Docteur utilise une comptine Vénusienne pour effrayer Bok. Il réutilisa cet artifice dans les épisodes The Curse of Peladon et The Monster of Peladon.
- Il est expliqué qu'Azal serait le dernier être de la race des Dæmons.
- L'une des villes non loin de "Devil's End" semble se nommer "Satan Hall"
- Lorsque le Docteur révèle qu'Azal est un alien, Benton demande "comme les Axons ou les Cybermen ?"
- C'est le seul épisode de Doctor Who dans lequel un cliffhanger se termine sur l'ennemi du Docteur (ici, le Maître) en péril.
- C'est la première fois que le 3e Docteur utilise en entier une phrase qui lui sera fétiche : "Reverse the Polarity" (Inverser la polarité) et qui n'est qu'une solution à un techno-blabla. Inverser la polarité est une méthode qu'il a déjà employée par le passé (dans « The War Games »). Ce n'est que dans The Sea Devils qu'il utiliserait sa phrase fétiche dans son entier "Reverse the Polarity of the Neutron Flow" (Inverser la polarité du flux de neutrons).
- L'ordre du Brigadier face à Bok "Jenkins ! Chap with wings, there. Five rounds rapid" ("Jenkins ! Ce gars avec des ailes. 5 fois dessus.") deviendrait culte car montrant l'habitude du Brigadier d'affronter des créatures immunisées contre les balles. Un cliché relevé par le site tvtropes. Nicholas Courtney donna à cette phrase le titre de sa biographie.
- En présence d'une créature se prétendant être le Diable, le 10e Docteur cite la planète Dæmos comme un exemple d'extra-terrestres s'étant fait passer pour celui-ci dans « La Planète du Diable »